# Siouxsie and the Banshees
Siouxsie and the Banshees ([ˈsuːzi ænd ðə bænˈʃiːz], в переводе с искаж. англ. Сьюзи и Банши) — британская рок-группа, образованная в 1976 году в Лондоне, Англия, вокалисткой Сьюзи Сью и бас-гитаристом Стивом Северином, которые на протяжении всей истории коллектива оставались единственными его постоянными участниками. Siouxsie and the Banshees, первое время ассоциировавшиеся с британской панк-сценой, постепенно усложняли свою музыку, «разновидность постпанка, наполненного многочисленными ритмическими и звуковыми экспериментами». Группа также имела успех с доступными и новаторскими поп-синглами. Siouxsie and the Banshees распались в 1996 году, после чего Сьюзи и Баджи продолжили записываться как их вторая группа The Creatures. В 2002 группа временно реформировалась и провела турне.
Стиль Siouxsie and the Banshees оказал влияние на дальнейшее развитие постпанка и альтернативной рок-музыки в целом, их влияние указывалось в работах таких исполнителей как Joy Division, The Cure, U2, The Smiths, Radiohead, и PJ Harvey.

## История

### Создание группы: 1976—1977
Группа Siouxsie and the Banshees образовалась спонтанно 20 сентября 1976 года, исключительно ради того, чтобы заполнить пустовавшее место в программе «Первого международного панк-фестиваля», организованного Малкольмом Маклареном в лондонском 100 Club. В первый состав вошли участники так называемого «Контингента Бромли»: Сьюзи Сью (настоящее имя — Сьюзен Баллион, англ. Susan Ballion), бас-гитарист Стив Северин, гитарист Марко Пиррони и Джон Саймон Ричи (ударные), вскоре получивший известность как Сид Вишес). Квартет исполнил 20-минутную импровизацию, основанную на молитве «Отче наш» (англ. Lord’s Prayer), но существования не прекратил — даже после того, как Вишес перешёл в Sex Pistols, а Пиррони — в Adam and the Ants.
Через два месяца после участия в фестивале Сью и Северин пригласили в состав Кенни Морриса (англ. Kenny Morris}) и гитариста Пита Фентона (Pete Fenton), который покинул группу летом 1977 года и в июле был заменён Джоном Маккеем (англ. John McKay).

### Первые записи: 1978—1979
Уже к началу 1978 года группа без труда набирала в Лондоне полные залы, но никак не могла заключить такой контракт, который обеспечивал бы ей достаточный контроль над собственным материалом. «Мы некоторое время тянули время… Но важно было получить контроль и ни одна записывающая компания не хотела подписывать нас на наших условиях», — говорила Сьюзи Сью в интервью NME. На стенах нескольких записывающих компаний появились намалёванные фанатами краской воззвания: «Sign Siouxsie Now!», но это не помогало. Не помогала (как писала «Гардиан») и привычка Сьюзи бросать провокационные реплики в микрофон, адресованные работникам отделов A & R. Группу последовательно отвергли Anchor, EMI, RCA, Chrysalis, CBS и Decca. Лишь в июне 1978 года компания Polydor Records, подписав The Jam, предложила группе контракт на три альбома с правом полного контроля над творческой частью продукции. Именно этот документ обеспечил группе долгожительство — в год, когда одна за другой панк-группы стали стремительно распадаться.
В ноябре 1978 года Siouxsie and the Banshees выпустили дебютный альбом The Scream. Ник Кент в NME назвал звучание альбома «уникальным», найдя ближайшее сравнение — «где-то между Velvet Underground и Саn времён Tago Mago», добавив — «совершенно точно можно сказать, что никогда прежде формат традиционного рок-трио в звуке не использовалось со столь ошеломляющими результатами». Питер Сильвертон в Sounds назвал The Scream лучшим дебютным альбомом года, отметив «остроту и силу» его текстов.

Поразительно, что группа, стартовавшая столь неубедительно, за каких-то два года приобрела звёздный статус — при том, что музыку исполняла крайне мрачную и болезненную… Наиболее полным образом этот первобытный звук воплотился в Scream: здесь есть всё — и леденящие душу завывания Сьюзи (которая всё ещё не в ладах с нотами), и металлический рёв гитары Маккея, и брутальные ритмы Северина-Морриса. Песни невыносимо мрачны, хоть и временами насмешливы («Carcass», битловская «Helter Skelter»). — Роберт Пэйс, Айра Роббинс, Rolling Stone/Trouser Press
Оригинальный текст (англ.)The Scream capsulized the first-generation sound of the Banshees: Siouxsie’s icy, sometimes tuneless wail swooping over the metal-shard roar of John McKay’s guitar and the brutish rhythms of bassist Severin and drummer Kenny Morris. The songs are relentlessly grim, albeit often sardonic (as in “Carcass” and a version of the Beatles’ “Helter Skelter”).

Самый нетипичный для раннего творчества группы трек, «Hong Kong Garden» (в американском варианте альбом открывающий), был выпущен синглом и поднялся в чартах Соединённого Королевства до 7-й позиции. Сингл получил высокие оценки критиков: рецензент NME назвал его «яркой, выразительной историей, напоминающей обрывочные впечатления гладящего в окно японского поезда… <и> заряженной необычайно захватывающим гитарным звуком».
Второй альбом Join Hands (1979) оказался даже в сравнении с первым монотонным и депрессивным; согласно Trouser Press «…заслуживает внимания лишь благодаря тому, что здесь мясницкий Lord’s Prayer был наконец выпущен на винил». Между тем, Джон Сэвидж в Melody Maker дал высокую оценку пластинке, отметив «Poppy Day» (отразившую впечатления от посещения военного кладбища во Фламандии), «Placebo Effect» (с её «потрясающим… гитарным intro» и необычным текстом «клинического» содержания), а также апокалиптическую «Icon».
Всего через два дня после начала промотура, приуроченного к выходу, состав покинули Кенни Моррис и Джон Маккей. Они просто оставили на подушках в отеле свои пропуска, выписанные для гастролей, и, ничего остальным не сказав, сели в поезд. Концерт в Абердине открыли The Scars, за ними вышли The Cure, которые играли дольше положенного. Banshees не появлялись. Наконец, на сцену вышла Сьюзи и сказала: «Тут двое студентов арт-колледжа смотались… Если когда-нибудь встретите их, считайте, что я благословила вас на то, чтобы выколотить из них дурь». Сьюзи и Северин продолжали гастроли при поддержке Роберта Смита, фронтмена The Cure и Баджи (ударные, экс-The Slits, Big in Japan), который стал затем постоянным участником группы.

### Kaleidoscope,JujuиA Kiss in the Dreamhouse(1980—1982)

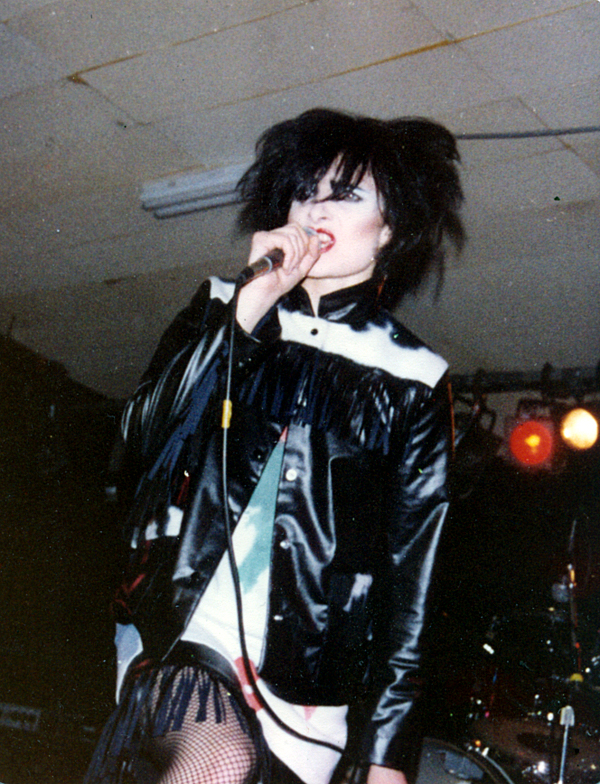
Сьюзи Сью на концерте в Нью-Йорке, ноябрь 1980 года

Новый состав записал и выпустил сингл «Happy House», за которым последовал третий студийный альбом Kaleidoscope, записанный без постоянного гитариста: в студии работали попеременно Джон Макгиох из Magazine и Стив Джонс (Sex Pistols). Альбом поднялся до позиции № 5 в UK Album Charts и ознаменовал стилистический сдвиг, связанный с усложнением аранжировок, смягчением звука, использованием индийских инструментов и драм-машины. Песни стали мягче и мелодичнее (например, хиты «Happy House» и «Christine», выдержанные в эстетике «силы цветов»), появились спецэффекты (композиция «Red Light» построена на звуке заряжающейся фотокамеры). Рецензент Melody Maker назвал результат «калейдоскопом звука, образов, новых форм, нового содержания, мелькающих перед глазами». Сингл «Christine» (1980) был вдохновлён случаем Крис Костнер Сайзмор, американки со множественной личностью. Вскоре после того, как стало ясно, что пластинка имеет коммерческий успех, Макгиох официально вошёл в состав Siouxsie and the Banshees, и группа в ноябре 1980 года дала в Нью-Йорке свои первые американские концерты.
Готовя материал четвёртого студийного альбома, группа изменила подход: каждую из песен отшлифовала на концертах, прежде чем записать её в студии. Последовавший затем Juju (1981) многие критики сочли лучшим в творчестве группы. Пластинка (которая, как говорил Северин, стала «неосознанным концептуальным альбомом», объединившим в себе «самые тёмные элементы») была названа в рецензии Sounds «интригующим, напряжённым… гнетущим» произведением, контрастировавшим с относительно безмятежным материалом третьего альбома. Вокал Сьюзи (как отмечали рецензенты Trouser Press), оформился в «неожиданно тонкий инструмент», а «техническая оснащённость Баджи и Макгиоха позволила наполнить силой и усложнить аранжировки» («Spellbound», «Arabian Knights»). Альбом поднялся до позиции № 7 в UK Album Charts.
В ходе последовавшего турне Сьюзи и Баджи втайне от всех сблизились. Именно в эти дни у них возникла идея создать The Creatures, свой побочный проект, который вскоре выпустил дебютный мини-альбом Wild Things. Дуэт выпустил в общей сложности 4 альбома, наиболее успешным из которых остался дебютный «Feast», 1983 года (#14, U.K.).
В A Kiss in a Dreamhouse (1982) группа вернулась к экспериментам, впервые начатым в третьем альбоме: как отмечали критики, стиль её стал превращаться в разновидность арт-попа с многочисленными ответвлениями (нео-боп в «Cocoon», элементы средневековой музыки в «Green Fingers»). Альбом, который Сью называла «сексуальным» (sexy album), рецензент Melody Maker назвал «пьянящим» произведением, а Record Mirror — «прекрасной поп-пластинкой» «Обещаю: от этой музыки у вас перехватит дыхание», — такими словами завершил свою рецензию Ричард Кук в NME, отметив, что «не каждая группа способна свой четвёртый альбом сделать провокационным, сохранить живой интерес к творчеству и при этом выйти на новые <стилистические> территории».
После выхода A Kiss in a Dreamhouse здоровье Макгиоха ухудшилось: его преследовали проблемы, связанные с алкоголизмом. После промотура в Мадрид он был госпитализирован. Вскоре после этого он из состава был уволен вообще.

### 1983—1987
В 1983 году участники группы работали, в основном, в сайд-проектах: Сью и Баджи записали первый альбом Creatures, Северин и Смит записались как The Glove, выпустив альбом Blue Sunshine. По настоянию Смита (которому захотелось документировать время проведенное в группе) Banshees записали версию битловской песни «Dear Prudence». Выпущенный в сентябре, сингл поднялся до № 3 в UK Singles Chart, стал самым большим хитом группы за всю её историю и способствовал (согласно Trouser Press) рассеиванию мрачной ауры вокруг группы. С Робертом Смитом, заменившим Макгиоха сначала в турне, а затем и в студии, выпустила Nocturne, двойной альбом, записанный в Ройал Алберт Холле.
Смит принял участие и в работе над студийным альбом Hyæna (1984). Пластинка, более лёгкая и мелодичная, чем предыдущие, развивала как уже намечавшуюся прежде тенденцию тяготения к джазу («Take Me Back»), так и линию симфо-индастриал (первый трек «Dazzle», в котором Сьюзи, как отметили критики, представила одно из своих лучших вокальных исполнений).
Участие одновременно в двух коллективах стало сказываться на здоровье Смита, и в мае 1984 года он принял решение сосредоточиться на работе с The Cure. В Banshees его заменил Джон Кэрразерс (англ. John Carruthers), гитарист Clock DVA. С Карузерсом группа записала мини-альбом The Thorn, аранжировав для оркестра четыре песни своего репертуара. «Сила оркестра идеально складывается с назойливо-настойчивым звучанием самой группы», — писал NME.
В 1985 году группа резко снизила активность, что во многом объяснялось травмой колена, полученной Сьюзи. Критики готовы были уже приписать S&TB к числу «обленившихся ветеранов», но в апреле 1986 года вышел Tinderbox, впервые выведший группу в Billboard 200, во многом благодаря синглу «Cities in Dust», за выпуском которого последовало самое на тот момент продолжительное турне групп по Великобритании.
Кэрразерс, как отмечали специалисты, идеально вписался в состав, обнаружив определённое сходство в стиле игры как со Смитом, так и с Макгиохом. Критики отметили также, что и голос Сьюзи «никогда прежде не был таким тёплым и мелодичным», как в «The Sweetest Chill» «Cannons» и «Cities in Dust». Обозреватель Sounds высоко оценил альбом, отметив, что в новом альбоме группа «вернула в свою художественную палитру самые яркие краски». В американский вариант альбома был включён один ремикс и два внеальбомных трека. Британский аудио-диск вышел с пятью бонусами.
Альбом кавер-версий Through the Looking Glass оказался по мнению критиков эклектичным, неровным, но в целом интересным; в качестве лучших отмечались вещи, подвергнутые значительной переработке («The Passenger», «This Wheel’s on Fire», «Hall of Mirrors»). Журнал Mojo особенно высоко оценил версию «Strange Fruit». Вскоре после выхода сборника Кэрразерс покинул состав.

### 1988—1989
На смену ушедшему участнику пришли гитарист Джон Кляйн (англ. Jon Klein) и клавишник Мартин МакКаррик: новый состав, использовав нетрадиционные для рок-группы инструменты (виолончель, аккордеон), записал Peepshow (№ 20 UK Albums Chart, № 68 Billboard 200) — альбом, «технологичный» по форме и легкомысленный по содержанию. Журнал «Q» дал альбому 5 звёзд, заметив, что место ему — «…в той искажённой детской площадке сознания, где маячат самые странные и чудесные силуэты».
Сингл из альбома «Peek-a-Boo» (в котором многие отметили элементы хип-хопа) стал первым американским хитом группы.
После турне группа решила взять паузу: Сью и Баджи продолжили работу в Creatures, Северин и Маккарик продолжили сотрудничество дуэтом.

### 1990-е
В 1991 году, вскоре после свадьбы Сьюзи и Баджи, Siouxsie and the Banshees вернулись в чарты с синглом «Kiss Them for Me», аранжированном со струнными, но отмеченном также и влияниями танцевальной музыки: он поднялся в чартах Биллборда до № 23, затем группа выступила на фестивале Lollapalooza и выпустила концептуальный альбом Superstition, который ознаменовал наивысшее достижение группы США (№ 65 в Billboard 200), но в Соединённом Королевстве не поднялся выше 25-го места.
В 1992 же году Siouxsie and the Banshees записали «Face to Face», песню, вошедшую в саундтрек «Бэтмен возвращается».
В 1993 году The Banshees приступили к записи нового материала (основную роль в аранжировках которого также играли струнные), но затем прекратили работу и направились в Европу, где выступили на нескольких фестивалях.
По возвращении Джон Кейл завершил студийную работу над оставшимся материалом, и — как продюсер — записал для группы пять треков. Альбом 1995 года The Rapture (№ 33), 11-минутный заглавный трек которого был записан со струнным квартетом, критики отметили как «элегантный, стильный и зрелый»; обозреватель Melody Maker назвал его «захватывающим, опасным и экзотическим трансконтинентальным путешествием». Однако несмотря на в целом положительную реакцию критики на релиз, уже спустя несколько дней Polydor разорвал с группой контракт.
Перед началом заключительного турне группы 1995 года Клейна заменил гитарист Нокс Чендлер, экс-Psychedelic Furs. В июне Сью предложила Северину распустить группу. «От этого никто уже не получает удовольствия», — таким был её аргумент. Группа Siouxsie and the Banshees распались, дав последний концерт на бельгийском Пляжном фестивале 21 июля 1995 года. Сьюзи и Баджи продолжили карьеру в рамках The Creatures. Незадолго до этого а Сьюзи выпустила сингл «Interlude», записанный с Моррисси.

### 2000-е
В 2002 году, Universal Music выпустила обновленный бэк-каталог группы, выпустив компакт-диск The Best of Siouxsie and the Banshees. В том же году Сью, Северин, Баджи и Чендлер собрались вновь, чтобы провести The Seven Year Itch Tour, результатом которого явились одноимённый концертный альбом 2003 года и DVD.
В том же году вышел бокс-сет Downside Up, куда вошли би-сайды и материал вышедшего из тиража мини-альбома The Thorn. «Это группа, которая никогда не наполняла оборотные стороны синглов невысокого качества, бросовым материалом. Скорее, они рассматривали би-сайд как канал выхода самой радикальной, вызывающей работы», — написал рецензент The Times.
В 2006 году был осуществлён ремастеринг первых четырёх альбомов группы, которые были перевыпущены с бонус-треками. Несколько записей для Джона Пила периода 1978—1986 годов вошли в Voices on the Air: The Peel Sessions, высоко оценённый, в частности, рецензентом Allmusic. Также в 2006 Сьюзи Сью подписала сольный контракт с Universal и оформила развод с Баджи. 10 сентября 2007 года вышел первый сольный альбом Сьюзи, записанный продюсерами Стивом Эвансом и Чарли Джонсом.
Вторая волна ремастеринг-релизов охватившая 1982—1986 годы, последовала в апреле 2009 года. Сюда вошли 4 перевыпуска, включая A Kiss In The Dreamhouse, который был назван «шедевром» в рецензиях NME и Melody Maker. В июне 2009 года вышел бокс-сет At The BBC с DVD, куда вошли записи всех телевизионных выступлений группы.
В 2018 их одиннадцать студийных альбомов переизданы на виниловых пластинках.
В 2022 году Сьюзи руководила составлением трек-листа All Souls, нового сборника из 10 треков, выпущенного на черном виниле, а также на оранжевом виниле; в нем были представлены синглы, альбомные треки и би-сайды.
Альбом Mantaray был переиздан с другим оформлением на полупрозрачном красном виниле (тираж ограниченным тиражом 2000 экземпляров), черном виниле и компакт-диске через онлайн-сайты и официальный сайт Сиукси. юбилей - это переиздание получило восторженные отзывы. В октябре 2023 года The Rapture будет переиздан на полупрозрачном бирюзовом двойном виниле ко Дню Национального альбома.
в октябре 2024 года альбом Through The Looking Glass был переиздан на кристально чистом виниле с другой обложкой к Национальному дню альбома через несколько интернет-магазинов. Ограниченное издание с дополнительным постером также было доступно на веб-сайте группы.
В мае 2025 года Джон Маккей выпустил свой дебютный сольный альбом Sixes And Sevens на виниле и CD и объявил о серии концертов; al'bom vklyuchayet pesni, zapisannyye mezhdu 1980 i 1989 godami. Nekotoryye iz trekov, zapisannykh v 1980 godu s Kenni Morrisom na barabanakh, dali predstavleniye o napravlenii, kotoroye vybrali by Banshees, yesli by Makkey ostalsya v gruppe.

## Историческое значение
Siouxsie & the Banshees оказали заметное влияние на развитие рок-культуры и на многих музыкантов разнообразных жанров. В частности, группу одним из основных влияний называли лидеры трип-хопа Трикки и Massive Attack. Записав кавер «Tattoo», Трики об оригинальной версии говорил как о вещи, которая помогла ему сформировать собственный индивидуальный стиль. О том, что Massive Attack многим обязаны наследию Siouxsie & the Banshees, рассказывал 3D.
В 1994 году Моррисси говорил, что ни одна из современных групп не может сравниться со Siouxsie and the Banshees, когда те были на вершине. Другой бывший участник The Smiths, Джонни Марр, упоминал Джона Макгиоха как гитариста, повлиявшего на формирование его стиля игры. Вокалистка Garbage Ширли Мэнсон говорила о том, что училась петь, слушая The Scream и Kaleidoscope. «Сегодня отзвуки Banshees я слышу повсюду», — добавляла она. Мэнсон говорила также, что Siouxsie воплотила в себе все, к чему сама она стремилась в юности.
Гитарист Дэйв Наварро из Jane's Addiction говорил о сходствах своей группы с Banshees: «Тут так много похожих нитей: мелодика, использование звука, отношение, сексапил. Я всегда видел в Jane’s Addiction мужской вариант Siouxsie & the Banshees».
Фронтмен The Cure Роберт Смит в 2003 году заявил: «Siouxsie and The Banshees и Wire — вот группы, которые я обожал. Они много значили». Смит отмечал также, что именно в ходе тура 1979 года (Join Hands) он во многом сформировался как музыкант. «На сцене, в первый же вечер с Banshees, я был потрясён тем, каким сильным я сам себе показался, играя этот вид музыки. Она была совсем непохожа на то, что мы делали с The Cure. До этого я хотел, чтобы мы звучали как Buzzcocks или Элвис Костелло, как панковский вариант The Beatles. Став участником Banshees я совершенно изменил отношение к тому, что делал».
В числе других известных групп, говоривших о влиянии Banshees, были Radiohead и U2, предложившие «Christine» для компиляции журнала Mojo. Гитарист группы The Edge преподнес награду журнала Mojo Сьюзи на церемонии 2005 года.
В числе почитателей группы был Джефф Бакли, исполнявший, в частности, «Killing Time», песню The Creatures. Red Hot Chili Peppers играли на концертах собственную версию «Christine», причём гитарист группы Джон Фрушанте упоминал Banshees в числе основных влияний, также как PJ Harvey и Ана Матроник из Scissor Sisters, называвшая Siouxsie & the Banshees своей любимой группой.
Джеймс Мёрфи, лидер LCD Soundsystem говорил, что первые альбомы группы (наряду с ранними релизами The Fall и Birthday Party) произвели на него сильнейшее впечатление в детстве. В 2005 году LCD Soundsystem записали «Slowdive» из альбома A Kiss in the Dreamhouse и поместили трек на обратную сторону сингла «Disco Infiltrator»

## Дискография

### Студийные альбомы
- The Scream (1978) (# 12 UK Albums Chart)
- Join Hands (1979) (# 13 UK)
- Kaleidoscope (1980) (# 5 UK)
- Juju (1981) (# 7 UK)
- A Kiss in the Dreamhouse (1982)
- Hyæna  (1984)
- Tinderbox (1986)
- Through the Looking Glass (1987)
- Peepshow (1988)
- Superstition (1991)
- The Rapture (1995)

### Концертные альбомы
- Nocturne (1983) (с участием Роберта Смита в качестве гитариста)
- Seven Year Itch (2003)
- At The BBC (2009) (3 CD + 1 DVD)

### Сборники и компиляции
- Once Upon a Time (1981) (сборник синглов)
- Twice Upon a Time (1992) (сборник синглов)
- The Best of Siouxsie & the Banshees (2002) (сборник синглов)
- Downside Up (2004) (бокс-сет би-сайдов)